# 京阪神

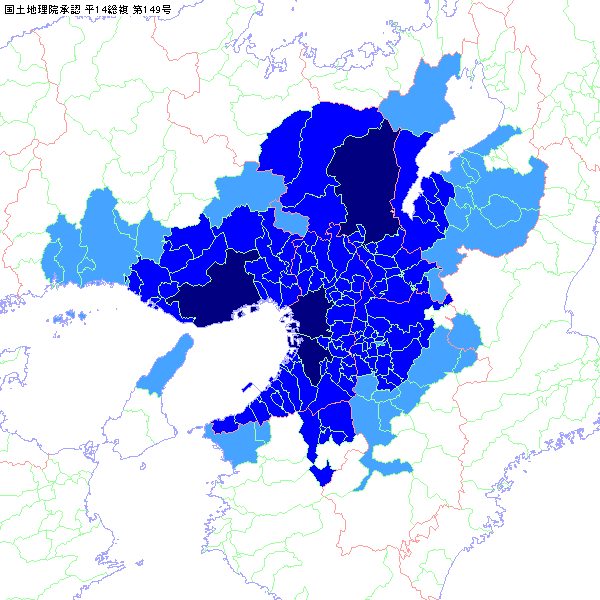
深藍:中心城，藍:城市就業區（10％都市圏），淺藍:絕對大都市區（1.5％都市圏）（2015年人口博查）

京阪神（日语：／ Kei han shin */?）是對日本的京都市、大阪市、神戶市之合稱，同時也指以這3座都市為中心的大都會區，又被称为关西圈、大阪圈，為近畿地方的發展核心，也是日本第二大都會區和最早開始發展的地區之一，現為全球工商活動最繁盛、鐵路運輸系統密度最高的都會區之一。
因大阪市和神戶市同屬阪神工業地帶，產業結構較為相似；而京都市在近代後的發展過程中並未依靠重化學工業，因此有時亦將京都市視為獨立都市圈，而將大阪和神戶合視為阪神都市圈。

## 地域名称上的「京阪神」
- 用于指代京都市、大阪市、神戶市以及这3座城市的衛星城组合而成的都市圏，位處西日本的中心。
- 上記3市为中心的、近畿地区2府4縣（三重縣除外的近畿地方全部地区）都道府县厅所在地集中的经济地域。其经济，文化的相互依存关系较强。

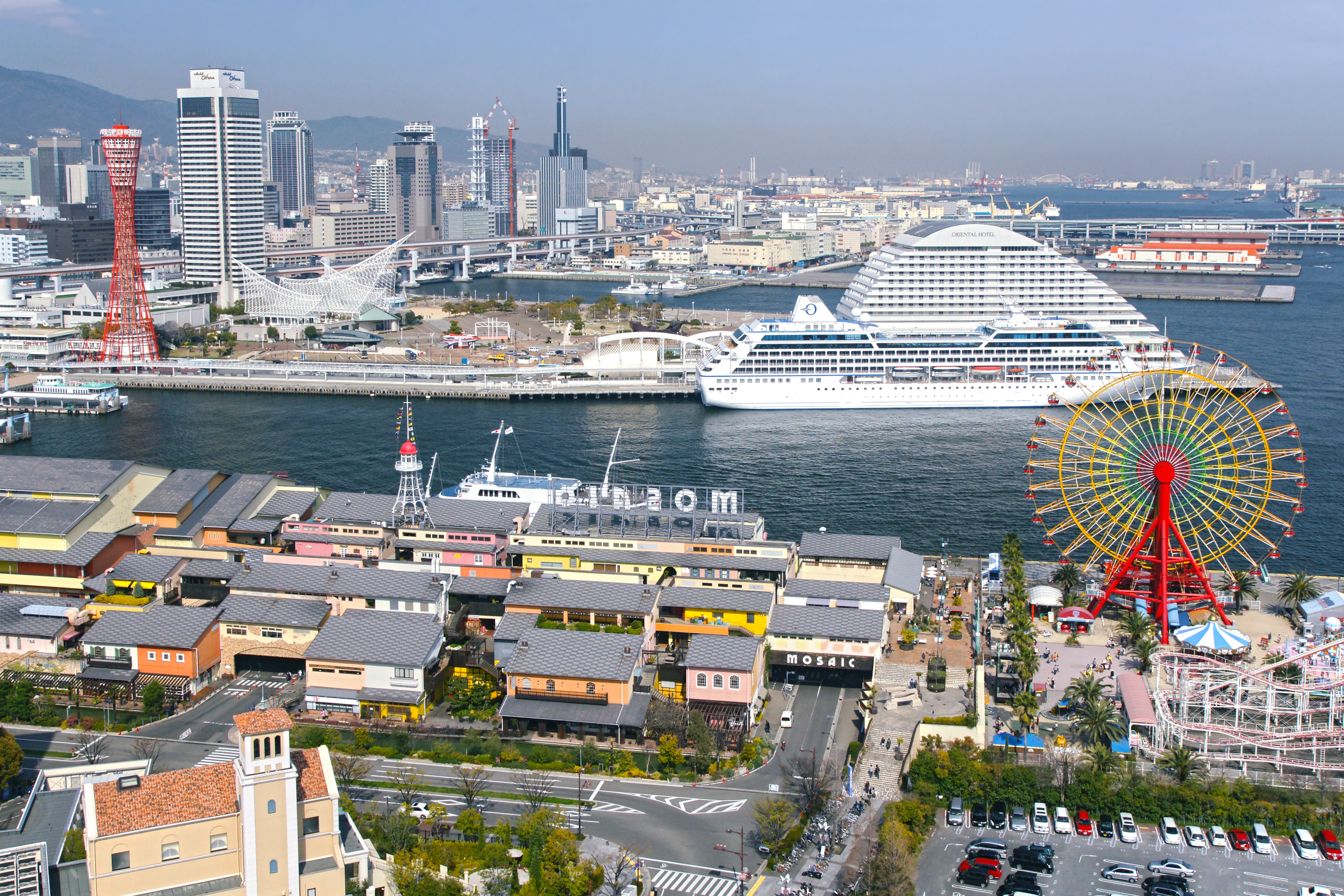
神户港

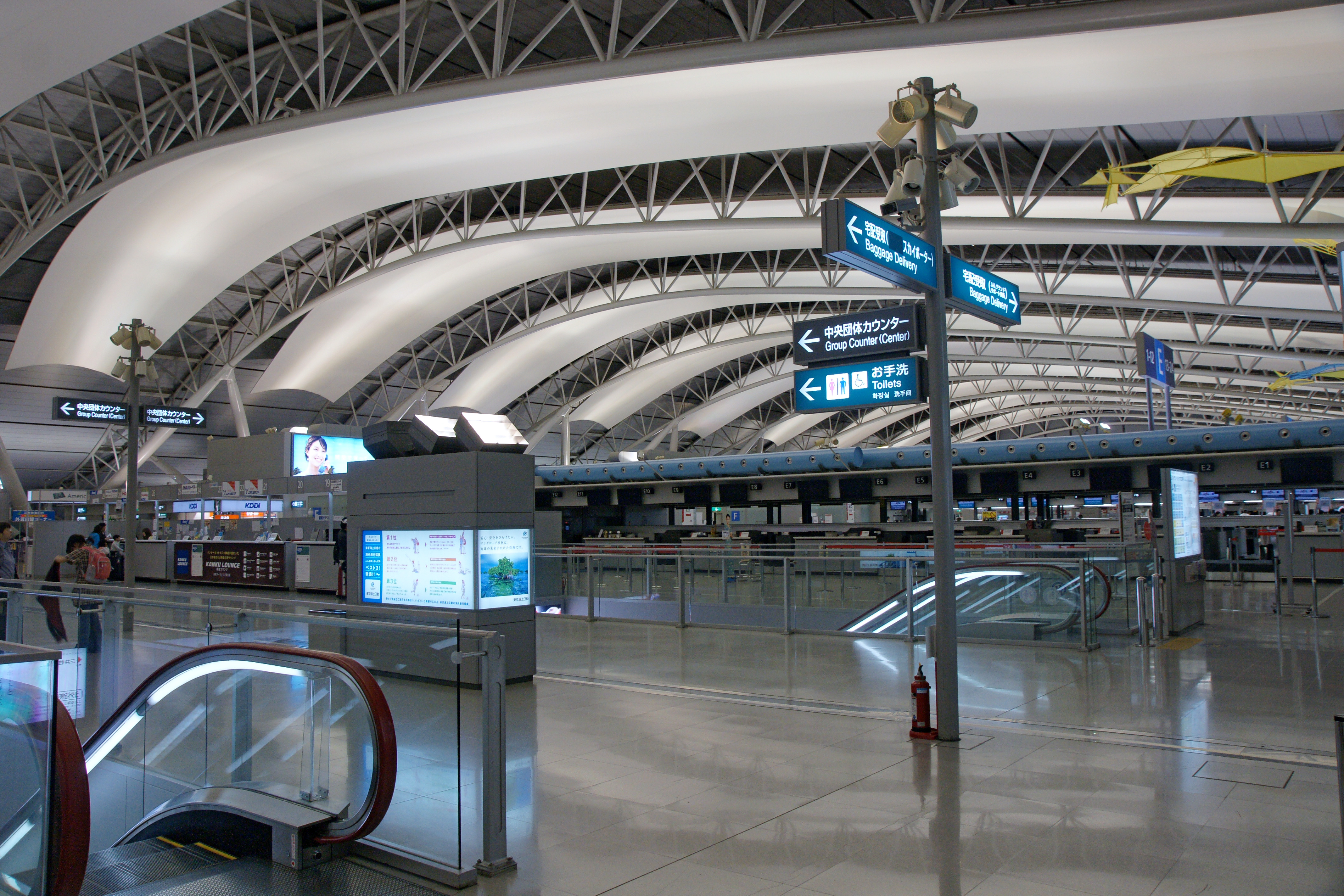
关西国际机场

## 港口
可合称为包含有四座港口的阪神港。
- 神戶港
- 大阪港
- 尼崎西宮芦屋港
- 堺泉北港

## 體育
- 阪神虎
- 歐力士猛牛
- 大阪飛脚
- 大阪櫻花
- FC大阪
- 神戶勝利船
- 京都不死鳥

## 外部連結
- 京阪神大都市圏 市町村別 昼間・夜間人口密度 （页面存档备份，存于）（2015年人口普查）